# Missour
 (février 2013).
Si vous disposez d'ouvrages ou d'articles de référence ou si vous connaissez des sites web de qualité traitant du thème abordé ici, merci de compléter l'article en donnant les références utiles à sa vérifiabilité et en les liant à la section « Notes et références ».

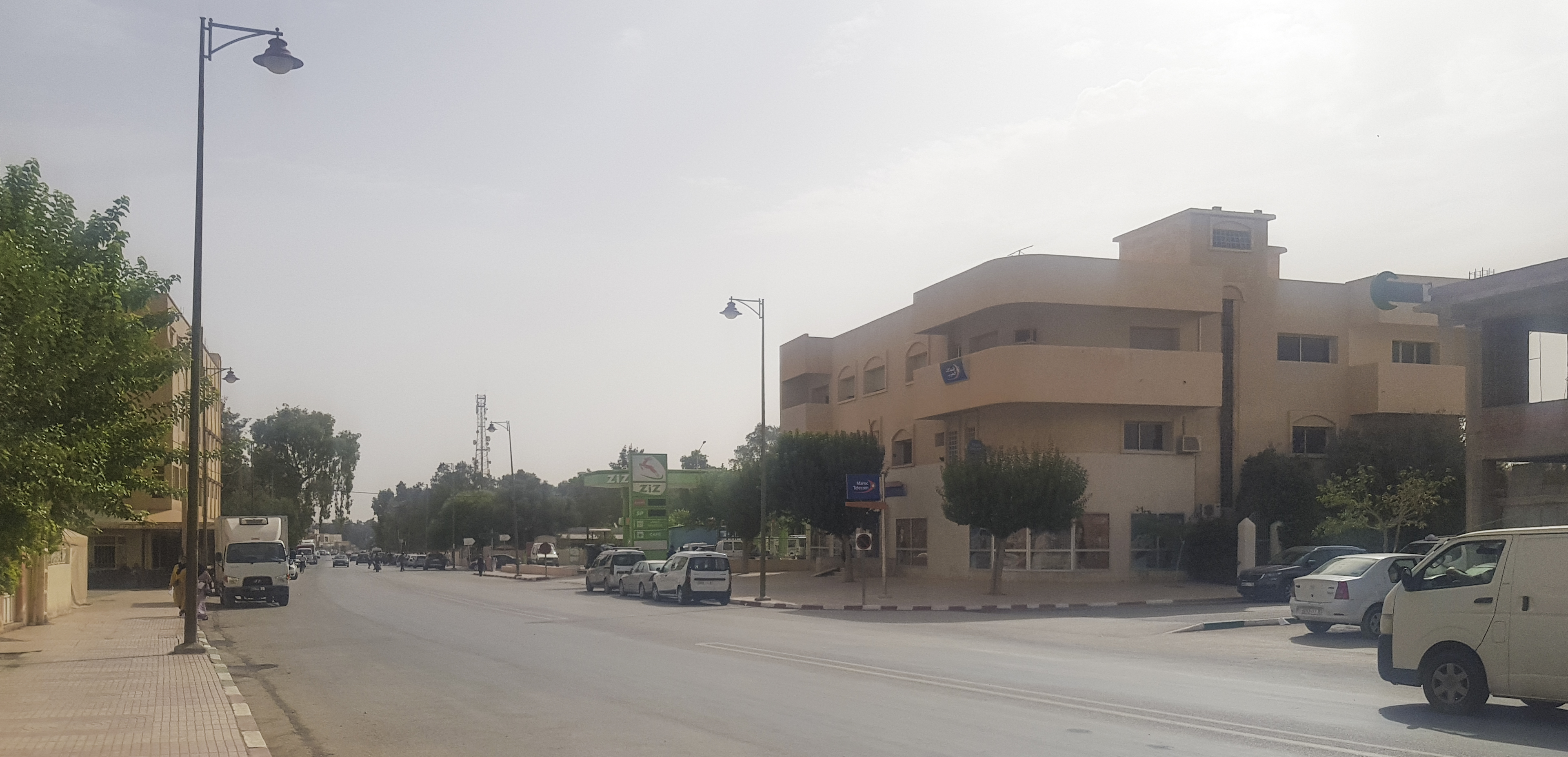
Une rue à Missour.

Missour  (en berbère Misur ; en arabe : ميسور) est une commune et ville – municipalité – de la province de Boulemane, dans la région de Fès-Meknès, au Maroc.

## Toponymie
Le nom de la ville Missour est traduit en arabe par « Al yousre » qui s'explique en français par la prospérité et la générosité. Missour se dit de quelqu'un qui est prospère, et généreux.

## Description générale
Missour est une ville implantée dans un désert de pierres. Un mélange de plaines et de petit vallons ce qui donne un paysage atypique et idéal pour les randonnées 4x4 ou quad (qui sont pratiquées depuis peu). Le grand marché (souk) a lieu le mercredi sur la place du marché. Trois hôtels sont installés dans la ville pour les voyageurs ainsi que quelque cafés pour se détendre. À quelques kilomètres de là, un geyser naturel a été canalisé pour faire une station de bain chaud (l'eau sort à 60 °C).
La population des villages alentour est très accueillante et vit majoritairement de l'agriculture.
Le village (douar) le plus proche est Igli. Ce dernier a la particularité d’être traversé par le fleuve Moulouya qui parcourt un tiers du Maroc.

## Culture
Les habitants de Missour parlent principalement l'arabe et le tamazight (berbère), avec de nombreux locuteurs de variantes locales du dialecte berbère. La culture orale joue un rôle central dans la transmission des connaissances et des traditions, avec des récits de contes populaires, de proverbes et de poésies qui sont partagés lors de rassemblements communautaires.
Les pratiques culturelles de Missour sont également fortement influencées par l'Islam, qui façonne les festivités, les coutumes et les pratiques quotidiennes. Les grandes fêtes religieuses, telles que l'Aïd al-Fitr et l'Aïd al-Adha, sont célébrées avec ferveur, marquées par des prières, des repas communautaires et des échanges de cadeaux.
La musique traditionnelle de la région, notamment le Gnawa et les chants berbères, joue un rôle important dans la culture de Missour. Ces formes musicales sont souvent accompagnées de danses et d'instruments traditionnels comme le loutar (un type de guitare) et le bendir (un tambour). La musique et la danse sont des moyens d'expression qui permettent aux habitants de maintenir une connexion avec leurs ancêtres tout en célébrant leur identité.
La cuisine locale de Missour est également influencée par les produits agricoles de la région. Les repas typiques comprennent des plats à base de céréales, de légumes, de dattes, de viande (souvent de mouton ou de poulet) et des épices locales. Le couscous, le tajine et les pastillas font partie des mets traditionnels appréciés lors des rassemblements familiaux et des fêtes.